# Ming Csung-csen kínai császár
Ming Csung-csen (Peking, 1611. február 6. – Szén-hegy, 1644. április 25.) kínai császár 1627-től haláláig, a Ming-dinasztia utolsó tagja.
Fivére, Ming Tien-csi halála után lépett a trónra. Igyekezett a dinasztia hanyatló uralmát megszilárdítani. Elűzte a bátyja alatt hatalmaskodó eunuchot, Wei Csung-csent, és eltávolította a legmegvesztegethetőbb hivatalnokokat, nem tudta azonban megakadályozni a kormányzaton és a hadseregen belül dúló viszálykodásokat.
Mivel a korábbi császárok alatt elharapódzott korrupció következtében lehetetlen volt fenntartani a hadsereget, a császár csapatai folyamatosan átálltak az időközben kitört felkelések oldalára. 1644-ben a császárt elárulta néhány eunuch hadvezére, így a felkelők egyike, Li Cu-Cseng (1605–1645) megtámadta magát a fővárost, Pekinget. Amikor a felkelő hadai csak a város közelébe értek, a császár összehívta miniszterei tanácsát. Amikor egyikük sem jelent meg, Csung-csen fölment a palota melletti ún. Szén-hegyre és fölakasztotta magát.
Zűrzavar uralkodott el Kínában, ami előkészítette a mandzsu Csing-dinasztia, és Sun-ce császár trónra jutását.

## Lásd még
- A Ming-dinasztia családfája

| Előző uralkodó: Ming Tien-csi | Kínai császár 1627 – 1644 | Következő uralkodó: Sun-ce |